# Boulogne-Billancourt
Boulogne-Billancourt er en kommune og by i Frankrig beliggende sydvest for Paris som hovedby i departementet Hauts-de-Seine i regionen Île-de-France. Den har den største befolkning i departementet og er den næststørste kommune i storbyområdet Paris med en befolkning og befolkningstæthed, der svarer til et parisisk arondissement, hvilket den også nærmer sig mere og mere.

## Demografi
| 1936                                                                             | 1954   | 1968    | 1975    | 1982    | 1990    | 1999    | 2005    |
| -------------------------------------------------------------------------------- | ------ | ------- | ------- | ------- | ------- | ------- | ------- |
| 97 379                                                                           | 93 998 | 109 008 | 103 578 | 102 582 | 101 743 | 106 367 | 109 400 |
| Tallene fra og med 1962 er uden dobbelttælling (Population sans doubles comptes) |        |         |         |         |         |         |         |

## Uddannelse
- École supérieure des sciences commerciales d'Angers

## Administration

### Borgmestre
Borgmestre i Boulogne-Billancourt:
- 1919-1942 : André Morizet
- 1942-1944 : Robert Colmar
- 1944-1965 : Alphonse Le Gallo
- 1965-1971 : Albert Agogue
- 1971-1991 : Georges Gorse
- 1991-1995 : Paul Graziani
- 1995-2007 : Jean-Pierre Fourcade
- 2007-2008 : Pierre-Mathieu Duhamel
- 2008-2014 : Pierre-Christophe Baguet
- fra marts 2014 : Pierre-Christophe Baguet

### Administrative forhold
Byen er opdelt i 3 kantoner:
- Boulogne-Billancourt-Nord-Est med 26 824 indbyggere
- Boulogne-Billancourt-Nord-Ouest med 35 520 indbyggere
- Boulogne-Billancourt-Sud med 44 023 indbyggere

## Venskabsbyer
Boulogne-Billancourt har følgende venskabsbyer:
Siden 1955:
- Neukölln, Tyskland, det mest befolkede distrikt i Berlin med 350.000 indbyggere
- Anderlecht, Belgien, 100.000 indbyggere
- Hammersmith, Forenede Kongerige &  Fulham, Forenede Kongerige
- Zaandam, Holland

Siden 1968:
- Marino, Italien, 30.000 indbyggere
- Pancevo, Serbien og Montenegro

Siden 1993:
- Irving, Texas (USA)
- Sousse, Tunesien

Siden 1996:
- Raanana, Israel

Siden 2007:
- Guang'an (Folkerepublikken Kina)